# Hôtel Rix
 (juin 2019).
L'Hotel Rix était un hôtel dans la ville-haute de Luxembourg. Il était situé au n°20 du boulevard Royal, dans la partie entre la rue de l’Arsenal et l’avenue Monterey.

## Historique
La villa dans laquelle l'hôtel avait été établi appartenait au début à la famille Saur-Koch, laquelle exploitait au boulevard Royal le « Grand Garage Saur ».
La villa a été mise à la vente aux enchères le 10 février 1921 et le banquier Ernest Vander Linden l'a adjugée pour le prix de 195.000 Francs  et s'est y installé avec sa famille. Ernest Vander Lindern y a continué ses activités bancaires sous la dénomination « Centrale d'achat et de vente des valeurs luxembourgeoises non cotées en Bourse » respectivement « An- und Verkaufszentrale für luxemburger Wertpapiere ohne Börsennotiz » .
Plus tard il y a implanté le consulat belge et tchécoslovaque.
La villa « Vander Linden » présentait au rez-de-chaussée une salle à manger à éclairage zénithal, un grand salon, et un salon de taille plus modeste, un bureau, une salle de bains, un office et une cuisine. L’étage renfermait 5 chambres, les mansardes offraient 5 pièces supplémentaires .
En 1957 la famille Rix a acheté la villa pour y installer un restaurant, plus tard un hôtel 4 étoiles. En 1963 la villa initiale a été transformée et agrandie par l'architecte Paul Retter, en ajoutant quelques étages.
L'hôtel a fermé en 2012 et le bâtiment a été démoli fin 2013 , un nouvel immeuble conçu par l'architecte et urbaniste Christian de Portzamparc est en train d'être érigé .

## Littérature
- Christian Aschman, Joanna Grodecki, Robert L. Philippart Lëtzebuerg Moderne: Liebeserklärung an die Hauptstadt Säit 118-119, Édition Maison Moderne, 2013,   (ISBN 978-99959-33-07-4)